# Museu de minerals i joies de Maine
El Museu de minerals i joies de Maine (en anglès, Maine Mineral and Gem Museum) és un museu de geologia situat a la localitat de Bethel, a Maine (Estats Units). Mostra una col·lecció de roques, minerals i meteorits.
El museu es va formar a partir de les mostres de la Perham's Maine Mineral Store, fundada el 1919. Després del tancament el 2009, els filantrops establerts a Massachusetts Lawrence Stifler i Mary McFadden van comprar la col·lecció Perham, i el museu es va obrir el 2019.
Alguns dels exemplars més destacats que conté el museu són el meteorit marcià més gran conegut, el Taoudenni 002, el tros més gran de l'asteroide (4) Vesta a la Terra, o l'exposició més gran de meteorits lunars i marcians del món.